# Tavo Burat
Gustavo Buratti Zanchi (Stezzano, Italia, 22 de mayo de 1932-Biella, Italia, 8 de diciembre de 2009), más conocido como Tavo Burat, fue un periodista, escritor y político italiano, conocido especialmente por la defensa de las minorías lingüísticas, sobre todo la piamontésa y la franco-provenzal.

## Biografía
Nació en 1938 y se licenció en derecho con una tesis titulada Derecho en Grisonia. Fue profesor de francés desde 1968 hasta 1994 y consejero municipal en Biella de 1956 a 1994.
Fue fundador y director de la revista piamontesa La slòira y director de la revista ALP de 1974 hasta 2009, año de su fallecimiento. Era miembro de la Iglesia valdense.

### Cargos políticos y culturales
- Consejero municipal en Biella desde 1956 hasta 1994.
- Dirigente Regional del PSI desde 1975 hasta 1984
- Asesor de la Comunità montana Bassa Valle Elvo de 1970 hasta 1993
- Representante para los Verdes para la revisión de l'Estatuto de la Región Piamonte
- Consejero Nacional de los Verdes desde 2000 hasta 2009
- Coordenador del Centro studi dolciniani[6] desde 1974 hasta 2009
- Fundador del Consiglio federativo della Resistenza di Biella.

## Obra

### En italiano
- 1957: Diritto pubblico nel Cantone dei Grigioni
- 1974: La situazione giuridica delle minoranze linguistiche in Italia, dins I diritti delle minoranze etnico-linguistiche
- 1976: In difesa degli altri, dins U. Bernardi, Le mille culture, Comunità locali e partecipazione politica
- 1981: Decolonizzare le Alpi, dins Prospettive dell’arco alpino
- 1989: Carlo Antonio Gastaldi. Un operaio biellese brigante dei Borboni
- 1997: Federalismo e autonomie. Comunità e bioregioni
- 2000: Fra Dolcino e gli Apostolici tra eresia, rivolta e roghi[7]
- 2002: L'anarchia cristiana di Fra Dolcino e Margherita (Ed. Leone & Griffa)
- 2004: Eretici dimenticati. Dal Medioevo alla modernità (Ed. DeriveApprodi)
- 2006: Banditi e ribelli dimenticati. Storie di irriducibili al futuro che viene (Ed. Lampi di Stampa)

### En piamontés
- 1979: Finagi (Ca dë studi piemontèis)
- 2005: Lassomse nen tajé la lenga, (ALP)
- 2008: Poesìe, (Ca dë studi piemontèis)